# Iwan Wassiljewitsch Popow
Iwan Wassiljewitsch Popow (russisch Иван Васильевич Попов; * 27. Septemberjul. / 9. Oktober 1889greg. in Riga; † 22. November 1974 in Moskau) war ein russischer Geologe und Hochschullehrer.

## Leben
Popow besuchte die Realschule in Riga, deren Direktor sein Vater war. 1907 begann er das Studium an der Bergbau-Fakultät des Donsker Polytechnischen Instituts in Nowotscherkassk. Nach dem Abschluss 1913 als Bergbauingenieur begann er zu arbeiten.
Zu Beginn des Ersten Weltkriegs kam Popow in der Kaiserlich Russischen Armee an die Front. Nach der Oktoberrevolution leitete er die Metallverteilungsabteilung im örtlichen  Sownarchos (Volkswirtschaftsrat) in Noworossijsk. 1921–1925 arbeitete Popow als Gruppenleiter in der Nordkaukasus-Abteilung des Geologischen Komitees der UdSSR. 1923 begab er sich nach Krasnodar und lehrte Mineralogie am dortigen Kuban-Institut für Pädagogik (bis 1931). 1926 wurde er Dozent und 1928 Professor.
1932–1936 leitete Popow in Moskau das Büro für Ingenieurgeologie des Hydroelektroprojekts. 1933–1939 leitete er auch das Laboratorium für Ingenieurgeologie des Spezgeo-Trusts. In dieser Zeit war er Mitarbeiter Fjodor Petrowitsch Sawarenskis.
Daneben lehrte Popow ab 1933 als Professor an der Fakultät für Geologie und Bodenkunde der Universität Moskau (MGU) (bis 1947). Ab 1934 gründete er und leitete dann den Lehrstuhl für Ingenieurgeologie des Moskauer Instituts für Bauwesen (bis 1945). 1937 wurde er aufgrund seiner veröffentlichten wissenschaftlichen Arbeiten zum Kandidaten der geologisch-mineralogischen Wissenschaften promoviert, nachdem er bereits seit 10 Jahren als Professor gelehrt hatte. Darauf fertigte er eine Doktor-Dissertation über einige Grundsätze der ingenieurgeologischen Bodenkunde an, die er gerade noch vor Beginn des Deutsch-Sowjetischen Krieges zur Promotion zum Doktor der geologisch-mineralogischen Wissenschaften 1941 verteidigte. Nach Kriegsbeginn wurden er und die anderen Lehrenden des Instituts für Bauwesen mit ihren Familien nach Nowosibirsk evakuiert. 1943 wurde er Leiter des Kabinetts für Ingenieurgeologie im WSEGINGEO (Allunionsforschungsinstitut für Hydrogeologie und Ingenieurgeologie), dessen Vizedirektor für die wissenschaftliche Arbeit er 1945–1952 war.
Ab 1954 war Popow Professor des Lehrstuhls für Bodenkunde und Ingenieurgeologie der geologischen Fakultät der MGU und war daneben wissenschaftlicher  Seniormitarbeiter des Sawarenski-Laboratoriums für hydrogeologische Probleme der Akademie der Wissenschaften der UdSSR (AN-SSSR, ab 1991 Russische Akademie der Wissenschaften (RAN)). In dieser Zeit arbeitete er eng mit Jewgeni Michailowitsch Sergejew zusammen. Zu seinen Schülern und Schülerinnen gehörten Georgi Sergejewitsch Solotarjow und Galina Andrejewna Golodkowskaja.
In den 1930er Jahren hatte Popow die Voruntersuchungen für das Projekt der Großen Wolga geleitet. Er war Experte und Berater insbesondere für den Wolga-Don-Kanal, das Mingetschaur-Wasserkraftwerk, die Toktogul-Talsperre und die Metro Moskau. Er arbeitete in Ägypten am Assuan-Staudamm mit und an Projekten in China. 1955 nahm er zusammen mit Sergejew an den Expeditionen nach Westsibirien und in den Nordural teil.

## Ehrungen, Preise
- Medaille „Für heldenmütige Arbeit im Großen Vaterländischen Krieg 1941–1945“
- Stalinpreis III. Klasse (1952)
- Leninorden (1954)[3]
- Sawarenski-Preis der AN-SSSR (1962)[3]
- Leninpreis (1982 postum) für die achtbändige Monografie der Ingenieurgeologie der UdSSR